# Tomás Urbina

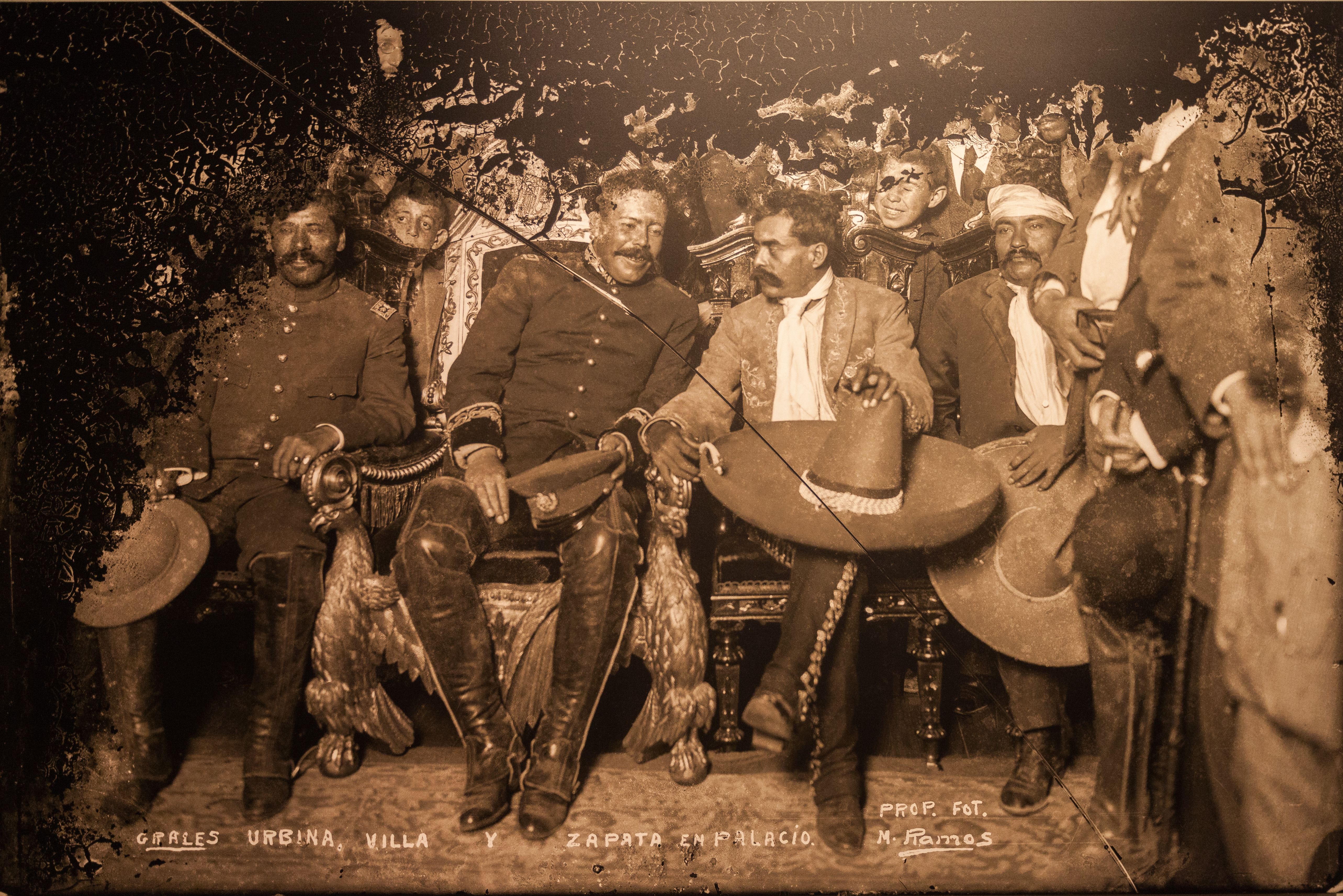
Tomás Urbina (à gauche) à côté de Pancho Villa et Emiliano Zapata

Tomás Urbina Reyes (né en 1877 et mort en 1915) était un général pendant la révolution mexicaine, il a dirigé la troupe Les plateados de Urbina, qui s'est allié avec Pancho Villa et Emiliano Zapata.
Tomas Urbina et son homologue et collègue général Rodolfo Fierro, ont été cités comme les deux moitiés de Pancho Villa, Fierro représentant son côté le plus violent.
Urbina a été exécuté par le général Fierro sous l'accusation d'avoir trahi Pancho Villa pendant la bataille d'El Ébano (espagnol: Batalla de El Ébano), un siège de 72 jours de la ville d'El Ébano dans l'état de San Luis Potosí, où Urbina a finalement rendu ses forces à la faction constitutionnaliste et aurait reçu une somme d'argent pour sa reddition.

## Biographie
C'était un Mestizo Tarahumara, fils d'un père inconnu et de Refugio Urbina Reyes, dont il tirait son nom. Jeune homme, il gagnait sa vie comme ouvrier agricole, puis comme entrepreneur dans la fabrication d'adobe, pendant l'été, il était maçon et briqueteur, mais l'hiver, quand il n'y avait pas de travail, il se consacrait à la chasse au bétail.
En 1896, il épousa Juana Lucero à Villa Ocampo de Indé. En 1903, à l'âge de trente-trois ans, il rencontre à San Bernardo qui sera son fidèle compagnon et compadre pour les prochaines années: Pancho Villa. Il s'est associé à lui pour voler des vaches dans de grandes fermes en compagnie d'Eleuterio Soto et de Sabas Baca. En mai 1911, il épouse Francisca Ávila à San Bernardo dans l'église. En raison de son amitié avec Villa, il obtient le grade de général dans la division du Nord pendant la révolution mexicaine.
En juillet 1915, il fut accusé de trahison à la division nord pour avoir reçu de l'argent de Jacinto B.Treviño et du général constitutionnaliste Pablo González pour se rendre lors de la bataille d'Ebano, alors Pancho Villa, furieux, alla le chercher chez lui accompagné de son garde du corps et des généraux Rodolfo Fierro et Pablo Seáñez pour demander des explications. En arrivant à la maison, ils ont constaté qu'une fête avait lieu à ce moment-là, une fusillade a éclaté entre les gardes du corps de Villa et Urbina, cette dernière se rendent. Villa a parlé un moment avec Urbina, qui, blessée au bras par la fusillade, écoutait les grondements du général. Villa doutait de lui tirer dessus ou non, ce à quoi Fierro a intercédé, ratifiant sa trahison. Finalement, Villa céda et l'autorisa à l'exécuter. Fierro a poursuivi la voiture d'Urbina, qui, accompagnée de Martín López, était partie quelques minutes auparavant pour soigner sa blessure au bras. Fierro a parlé à Martín López, qui s'est écarté, puis a ordonné à Urbina de sortir de la voiture. Urbina a essayé d'arrêter Fierro, mais il lui a tiré une balle dans la nuque sans scrupules et l'a ensuite enterré à proximité.

## Madériste
Il fut l'un des premiers à prendre les armes pour défendre la cause madériste; il opérait à Durango et dans le sud de Chihuahua. le grade militaire de colonel fut reconnu à la suite du triomphe du mouvement maderista en mai 1911.

## Campagne d'Orozco
En 1912, il revient aux armes pour combattre le soulèvement de Pascual Orozco. Aux ordres de quelque quatre cents hommes, il a d'abord rejoint les rangs des «irréguliers» commandés par Francisco Villa; plus tard, il a rejoint la division fédérale du Nord commandée par Victoriano Huerta. Il a participé au combat de Tlahualilo et a été promu colonel des forces «irrégulières».

## Villiste

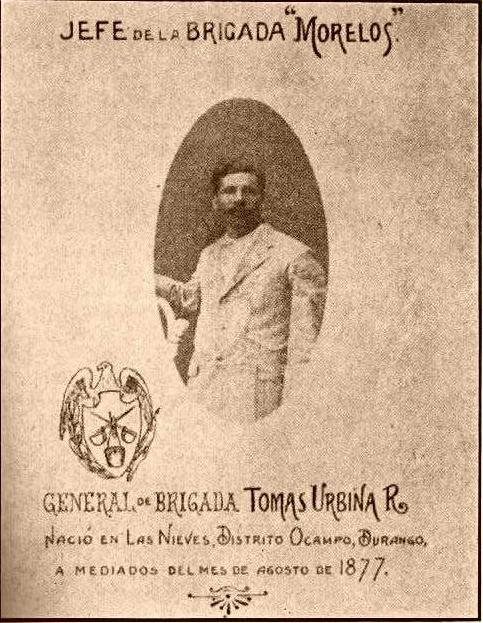
Général Tomás Urbina comme Chef de la Brigade Morelos membre de la Division du Nord

En mars de 1913, avant l'usurpation de Victoriano Verger, il réunit divers groupes de paysans d'Indé et d'Oro, Durango, et prend les armes pour défendre le constitutionnalisme. Il s'avança vers la ville de Durango et à Canatlán, il fut rejoint par d'autres chefs de Durango, en lui conférant le commandement suprême des troupes. Avec eux, il prend la capitale de l'État le 18 juin 1913. Il a pillé la cathédrale, il s'a emparé des réserves des bancs et des coffres des maisons commerciales et il a nommé gouverneur à Pastor Rouaix et chef d'armes à Dimanche Arrieta León. Après avoir pris Durango, il est allé à la Lagune. Il a pris Gómez Palais et Lerdo et a été vaincu dans sa tentative de prendre Torreón. Cherchant à organiser et à renforcer ses forces, il a rejoint son compadre Francisco Villa à Jiménez, Chihuahua. Sous ses ordres, il devint l'un des principaux dirigeants de la division constitutionnaliste du Nord. Avec elle, il participa à l'attaque de Mapimí, en mars de 1914, et à la prise de Torreón, où il reçut le commandement des troupes qui venaient arrêter les renforts fédéraux, qu'il battit à San Pedro de las Colonias (es)

## Conventionniste
Il a assisté à certaines sessions de la Convention d'Aguascalientes. Avant la rupture de Venustiano Carranza, il a soutenu Francisco Villa et a été intégré dans l'armée de la Convention. Il Il se battait dans quelques combats dans le centre et dans le Bajío; plus tard, il a été nommé chef des opérations à Tampico, mais a échoué dans la Bataille d'Ébano face aux troupes de Jacinto B. Treviño. Il a abandonné la lutte avant la première défaite et il se retira à son village natal. Il a été assassiné par Rodolfo Fierro, sur ordre de Francisco Villa, dans Las Nieves, Durango au milieu de 1915. dans la ville de l'État de Durango, vivent toujours, la famille du Général Urbina.

## Filmographie
1968 :Villa Rides, Urbina a été représentée par .
1973: Reed, México insurgente, Urbina a été représentée par Eduard López Rojas (es).

## Littérature
Urbina est un personnage majeur du roman Les Amis de Pancho Villa (1996) de James Carlos Blake adapté en bande dessinée en 2012 par Léonard Chemineau.